# 1961年の近鉄バファロー
1961年の近鉄バファローでは、1961年についての近鉄バファローの動向をまとめる。
この年の近鉄バファローは、千葉茂監督の3年目のシーズンである。終始低迷し、NPBでは唯一となるシーズン100敗を記録した。

## 概要
過去2年は主に巨人から選手が大量入団したが、この年の補強は新人の徳久利明と国鉄を戦力外になった元巨人の岩下守道程度にとどまった。シーズンが始まるといきなり開幕4連敗、4月中旬にも8連敗を喫するなどいきなり低迷、5月中旬にも6連敗を喫し最下位に転落すると、その後も6月から8月にかけて10連敗を3度も記録するなど大型連敗を繰り返し、二度と最下位から浮上することはなかった。野手陣は、攻撃面は小玉明利と関根潤三、入団2年目のブルーム以外はパッとせずチーム打率及び本塁打数はリーグ5位、盗塁数は僅か38個でリーグ最下位。守備面はショートの矢ノ浦の47失策を筆頭に計197失策を記録した。投手陣は徳久が15勝を挙げ新人王を獲得した一方でリーグワーストの24敗を喫し、他に2ケタ勝利投手はなくチーム防御率も4点台近くという有様でリーグ最下位。10月4日にとうとう100敗の大台に到達し、最終的にプロ野球ワーストとなる103敗を喫した。チームは優勝した南海に実に51.5ゲーム差、5位の阪急にも18ゲーム差と大きく引き離されて1958年から4年連続の最下位となり、3年で千葉監督は更迭され、別当薫が新監督となった。またこの年は、のちに近鉄の主力打者となる土井正博が入団した年でもあったが、この年は一軍出場はなかった。対戦成績では優勝の南海に同一カード14連敗を喫するなど5勝23敗、2位の東映には9勝19敗と大敗し両球団の優勝争いをアシストする形となった。

## チーム成績

### レギュラーシーズン
| 1 | 遊 | 矢ノ浦国満 |
| 2 | 左 | 岩下守道   |
| 3 | 二 | ブルーム   |
| 4 | 三 | 小玉明利   |
| 5 | 捕 | 竹下光郎   |
| 6 | 一 | 内藤博文   |
| 7 | 右 | 加藤昌利   |
| 8 | 中 | 関森正治   |
| 9 | 投 | 蔦行雄     |

| 順位 | 4月終了時 | 4月終了時 | 5月終了時 | 5月終了時 | 6月終了時 | 6月終了時 | 7月終了時 | 7月終了時 | 8月終了時 | 8月終了時 | 9月終了時 | 9月終了時 | 最終成績 | 最終成績 |
| ---- | --------- | --------- | --------- | --------- | --------- | --------- | --------- | --------- | --------- | --------- | --------- | --------- | -------- | -------- |
| 1位  | 南海      | --        | 南海      | --        | 南海      | --        | 南海      | --        | 南海      | --        | 東映      | --        | 南海     | --       |
| 2位  | 西鉄      | 2.0       | 東映      | 4.5       | 東映      | 4.5       | 西鉄      | 4.0       | 西鉄      | 5.0       | 南海      | 1.0       | 東映     | 2.5      |
| 3位  | 東映      | 2.5       | 大毎      | 6.0       | 西鉄      | 5.0       | 東映      | 4.5       | 東映      | 6.0       | 西鉄      | 4.0       | 西鉄     | 5.5      |
| 4位  | 大毎      | 4.5       | 西鉄      | 7.5       | 大毎      | 7.0       | 大毎      | 8.0       | 大毎      | 11.5      | 大毎      | 12.5      | 大毎     | 15.0     |
| 5位  | 阪急      | 8.5       | 阪急      | 17.0      | 阪急      | 20.5      | 阪急      | 25.0      | 阪急      | 27.0      | 阪急      | 27.5      | 阪急     | 33.5     |
| 6位  | 近鉄      | 9.5       | 近鉄      | 19.0      | 近鉄      | 26.0      | 近鉄      | 33.5      | 近鉄      | 43.5      | 近鉄      | 47.0      | 近鉄     | 51.5     |

| 順位 | 球団               | 勝 | 敗  | 分 | 勝率 | 差   |
| 1位  | 南海ホークス       | 85 | 49  | 6  | .634 | 優勝 |
| 2位  | 東映フライヤーズ   | 83 | 52  | 5  | .615 | 2.5  |
| 3位  | 西鉄ライオンズ     | 81 | 56  | 3  | .591 | 5.5  |
| 4位  | 毎日大映オリオンズ | 72 | 66  | 2  | .522 | 15.0 |
| 5位  | 阪急ブレーブス     | 53 | 84  | 3  | .387 | 33.5 |
| 6位  | 近鉄バファロー     | 36 | 103 | 1  | .259 | 51.5 |

## オールスターゲーム1961
| ファン投票 | 選出なし |          |          |
| 監督推薦   | ミケンズ | ブルーム | 小玉明利 |

## できごと
- 6月3日 - ブルームが対阪急戦（西宮）で観客の「ヤンキーゴーホーム」の野次に怒り、スタンドに上がって野次った観客に暴行を加えて、退場処分。後に7日間出場停止と、制裁金5万円の処分が下される[5]。

## 表彰選手
| リーグ・リーダー | リーグ・リーダー |
| 選手名           | タイトル         |
| ---------------- | ---------------- |
| 徳久利明         | 新人王           |

| ベストナイン |
| ------------ |
| 選出なし     |